# مارتن بريلي
مارتن بريلي (بالإنجليزية: Martin Briley)‏ هو عازف بيانو وعازف قيثارة ومغن مؤلف بريطاني، ولد في 1950.

## وصلات خارجية
- مارتن بريلي على موقع ميوزك برينز (الإنجليزية)
- مارتن بريلي على موقع أول ميوزيك (الإنجليزية)
- مارتن بريلي على موقع ديسكوغز (الإنجليزية)